# Abraham Attah
Abraham Attah (2 de julho de 2001) é um ator ganês. Ele estreou no cinema no filme Beasts of No Nation (2015), que lhe rendeu o prêmio do Festival Internacional de Cinema de Veneza, o prêmio Marcello Mastroianni e o Independent Spirit Award de melhor ator.

## Filmografia
- Beasts of No Nation (2015) - Agu
- Out of the Village (2015) - Mebro
- Spider-Man: Homecoming (2017) - Abraham "Abe" Brown